# Pierce Brown

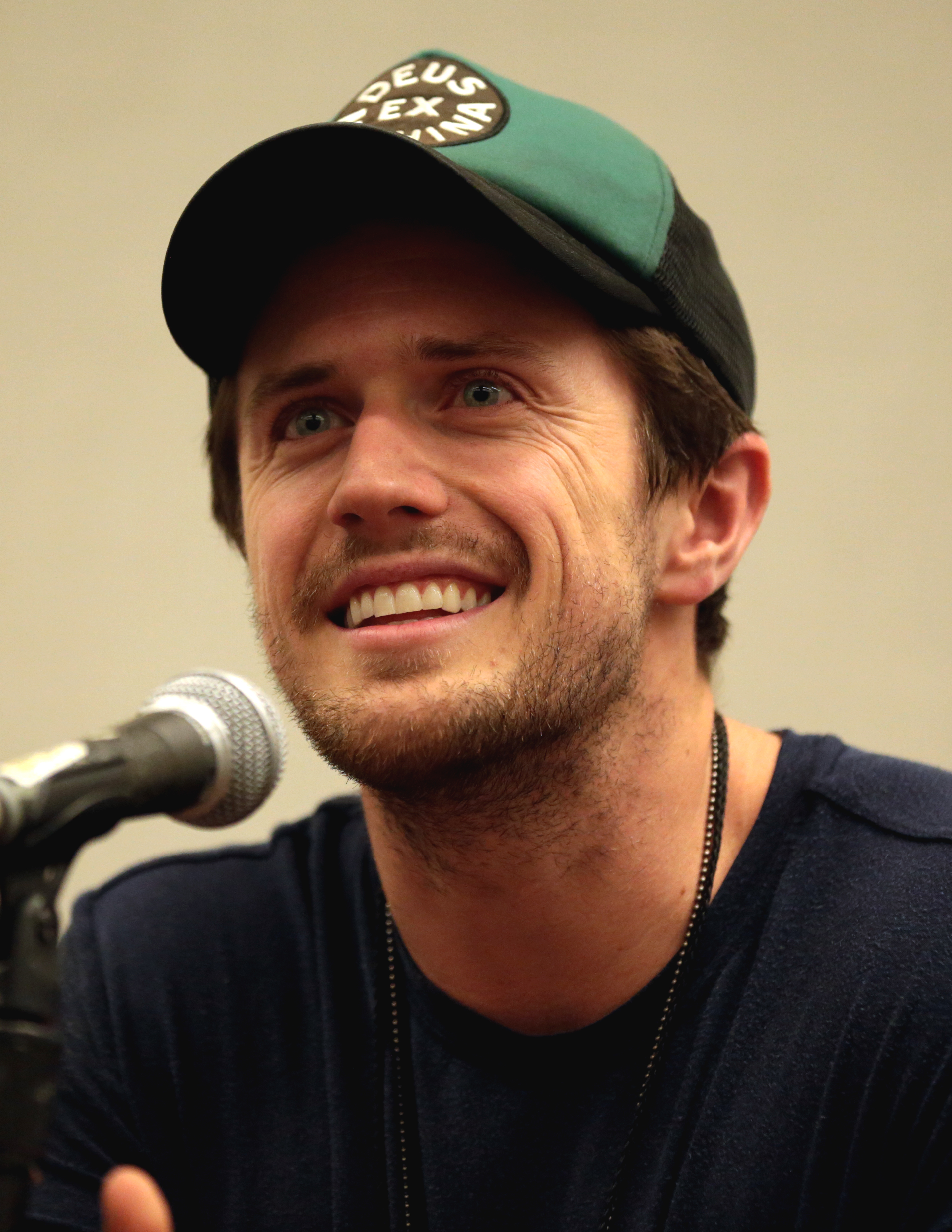
Pierce Brown, 2017

Pierce Elliot Brown (* 28. Januar 1988 in Denver) ist ein US-amerikanischer Science-Fiction-Autor. Brown wurde durch den Romanzyklus Red Rising bekannt, von dem inzwischen sechs Romane erschienen sind:

## Leben
Brown ist das Kind der Eheleute Colleen und Guy Brown. Sie war Präsidentin des Medienunternehmens Fisher Communication, er arbeitete als Bankmanager. In Browns Jugend zog seine Familie oft um, so dass er oft ein Außenseiter war, was er auch literarisch in seinen Büchern einfließen ließ. Pierce Brown graduierte an der Pepperdine University in Politik- und Wirtschaftswissenschaften.
Brown arbeitete im politischen Bereich und für ein Start-up-Unternehmen. Er hatte mehrere Manuskripte verfasst und war 120 Mal abgelehnt worden, bevor er mit seinem Debüt Red Rising unter Vertrag genommen wurde. Brown kam die Idee zur Handlung, nachdem er ein antikes griechisches Drama gelesen hatte und mit Freunden bei einem Kletterausflug war.

## Auszeichnungen
- 2014 Goodreads Choice Awards für Red Rising in der Kategorie „Debut Goodreads Author“
- 2015 Goodreads Choice Awards für Golden Son in der Kategorie „Science Fiction“
- 2016 Goodreads Choice Awards für Morning Star in der Kategorie „Science Fiction“

## Bibliografie
Red Rising (Romanzyklus)
- 1 Red Rising (2014)
  - Deutsch: Red Rising. Übersetzt von Bernhard Kempen. Heyne, München 2014, ISBN 978-3-453-26957-6.
- 2 Golden Son (2015)
  - Deutsch: Im Haus der Feinde. Übersetzt von Bernhard Kempen. Heyne, München 2016, ISBN 978-3-453-53442-1.
- 3 Morning Star (2016)
  - Deutsch: Tag der Entscheidung. Übersetzt von Bernhard Kempen. Heyne, München 2016, ISBN 978-3-453-53443-8.
- 4 Iron Gold (2018)
  - Deutsch: Red Rising – Asche zu Asche. Übersetzt von Claudia Kern. Cross Cult, Ludwigsburg 2018, ISBN 978-3-95981-808-7. Hörbuch: Asche zu Asche. Gelesen von Marco Sven Reinbold. Übersetzt von Claudia Kern. Ronin Hörverlag, Erlangen 2018, ISBN 978-3-96154-097-6.
- 5 Dark Age (2019)
  - Deutsch in 2 Teilen:
    - Teil 1: Red Rising – Das dunkle Zeitalter 1. Übersetzt von Claudia Kern. Cross Cult, Ludwigsburg 2020, ISBN 978-3-96658-035-9.
    - Teil 2: Red Rising – Das dunkle Zeitalter 2. Übersetzt von Claudia Kern. Cross Cult, Ludwigsburg 2020, ISBN 978-3-96658-037-3.
    - Hörbuch: Das dunkle Zeitalter. Gelesen von Marco Sven Reinbold. Übersetzt von Claudia Kern. Ronin Hörverlag, Erlangen 2020, ISBN 978-3-96154-098-3.
- 6 Light Bringer (2023)
  - Deutsch in 2 Teilen:
    - Teil 1: Red Rising – Zeitalter des Lichts 1. Übersetzt von Claudia Kern. Cross Cult, Ludwigsburg 2024, ISBN 978-3-98666-424-4.
    - Teil 2: Red Rising – Zeitalter des Lichts 2. Übersetzt von Claudia Kern. Cross Cult, Ludwigsburg 2024, ISBN 978-3-98666-437-4.

Comicadaptionen:
- Red Rising: Sons of Ares (2017)
- Red Rising: Sons of Ares – Volume 2: Wrath (2020)
- Red Rising: Sons of Ares – Volume 3: Forbidden Song (2023)

Kurzgeschichte
- Desert Son (Star-Wars-Geschichte, 2017, in: From a Certain Point of View)